# Théorie standard étendue (linguistique générative)
La théorie standard étendue est une théorie linguistique proposée par Noam Chomsky vers la fin des années 60 dans le cadre général de la grammaire générative. Elle fait suite à la théorie standard et propose de règles universelles de contraintes et de conditions (comme par exemple la théorie X-barres) et le rôle de la structure de surface dans le changement l’interprétation sémantique.

## Règles et principes
- Le lexique spécifie les propriétés des éléments lexicaux. Il contient des règles soumises aux principes de la théorie des grammaires.
- La syntaxe est constituée de règles de base et de règles transformationnelles.
- l’interprétation constituée de règles de forme  phonétique et  de règles de forme logique.